# Top Gun: Combat Zones
Top Gun: Combat Zones est un jeu vidéo de combat aérien développé et édité par Titus Software, sorti en 2001 sur PlayStation 2, GameCube (en 2002), Windows et Game Boy Advance. Il est adapté du film Top Gun sorti en 1986.

## Accueil
- Jeuxvideo.com : 12/20 (PS2)[1] - 10/20 (GC)[2] - 11/20 (PC)[3]